# Casa de la Moneda de San Francisco
La Casa de Moneda de San Francisco (en anglès, San Francisco Mint, també coneguda afectuosament com La Dama de Granit) és part de la Casa de Moneda dels Estats Units, que va ser oberta el 1854 en San Francisco, Estats Units, per oferir els seus serveis a la comunitat que va participar en la febre de l'or de Califòrnia. Ràpidament va sobrepassar la capacitat del seu edifici original i es va traslladar a un altre més ampli en 1874. Aquest nou edifici va ser un dels pocs que van sobreviure al Terratrèmol de San Francisco de 1906, i va funcionar per a la Casa de Moneda fins a 1937, quan es va inaugurar l'edifici actual. Durant el seu primer any d'operacions, la Casa de Moneda de San Francisco va emetre 4 milions de dòlars en monedes, encunyades a partir de lingots d'or.